# Erythrodes amboinensis
Erythrodes amboinensis là một loài thực vật có hoa trong họ Lan. Loài này được (J.J.Sm.) J.J.Sm. mô tả khoa học đầu tiên năm 1922.